# Ben Johnson (Footballtrainer)
Benjamin David Johnson (* 11. Mai 1986 in Charleston, South Carolina) ist ein US-amerikanischer American-Football-Trainer und ehemaliger -Spieler. Aktuell ist er der Head Coach der Chicago Bears in der NFL. Zuvor war er als Assistenztrainer unter anderem bei den Miami Dolphins und Detroit Lions aktiv gewesen sowie Spieler im College bei der University of North Carolina gewesen.

## Frühe Jahre und Spielerkarriere
Johnson wurde in Charleston in South Carolina geboren. Sein Vater Don arbeitete unter anderem als Assistenztrainer bei der Idaho State University und The Citadel, ehe er in North Carolina als Highschoolfootballtrainer arbeitete. Er besuchte die A. C. Reynolds High School in Asheville, North Carolina, an der er in der Football- und Leichtathletikmannschaft aktiv war. Als Footballspieler war er Quarterback seiner Mannschaft. Dort war er zunächst ein Jahr Backup, ehe er zwei Jahre Starting Quarterback seiner Mannschaft wurde. Als Spieler konnte er mit seiner Mannschaft die North Carolina 4-A-Meisterschaft gewinnen. Außerdem wurde Johnson zum Conference League Player of the Season in seinem letzten Jahr ernannt.
Trotz seiner Leistungen erhielt Johnson keine großen Stipendienangebote namhafter Universitäten. So entschied er sich, an der University of North Carolina Mathematik zu studieren und als Walk-on Teil der Footballmannschaft zu werden. Dort half er Quarterback T. J. Yates und wurde nachher zum dritten Quarterback der Mannschaft ernannt. 2008 erhielt er einen Abschluss in Mathematik und Informatik, ohne ein College-Football-Spiel bestritten zu haben.
In der Folge arbeitete Johnson ein Jahr lang bei eTeleNext, einer Softwareentwicklungsfirma.

## Karriere als Trainer

### Frühe Assistenzstationen
2009 begann Johnson als Graduate Assistant bei den Boston College Eagles zu arbeiten. Dort arbeitete er unter Gary Tranquill, den er bereits von seiner Zeit als Spieler in North Carolina kannte. Nach zwei Jahren wurde er 2011 zum Trainer der Tight Ends befördert.

### Assistenztrainer in der NFL
Bereits nach einem Jahr wurde Johnson 2012 von den Miami Dolphins als Assistenzquarterbacktrainer eingestellt. Dort arbeitete er unter Trainer Joe Philbin. Nachdem Philbin 2015 entlassen worden war und Dan Campbell als Interimstrainer eingesetzt wurde, übernahl Johnson die frei gewordene Position von Campbell als Trainer der Tight Ends. 2016 wurde er unter dem neuen Cheftrainer Adam Gase zunächst Assistenzwidereceivertrainer, ehe er 2018 die Position als Trainer der Wide Receiver übernahm. Nach Ende der Saison, in der die Miami Dolphins nur sieben Spiele gewinnen konnten, wurde Johnson als Teil des Trainerteams um Gase entlassen.
Nachdem er zunächst keinen neuen Trainerjob gefunden hatte, wurde Johnson im Sommer 2019 Offensive Quality Control Coach bei den Detroit Lions. Nach nur einem Jahr wurde er von Head Coach Matt Patricia zum Trainer der Tight Ends befördert. Nachdem Patricia vor der Saison 2021 entlassen worden war, behielt er seine Position jedoch unter dem neuen Cheftrainer Dan Campbell, mit dem er bereits bei den Miami Dolphins zusammengearbeitet hatte. Noch im Verlauf der Saison wurde er jedoch anstelle von Anthony Lynn zum Passing Game Coordinator befördert. Ab der Saison 2022 wurde er schließlich Offensive Coordinator der Lions. Dort konnte er den Lions zu einem starken Formanstieg verhelfen. In den Jahren 2023 und 2024 qualifizierten sie sich für die Playoffs, nachdem diese zuvor sechs Jahre nicht erreicht werden konnten. 2023 erreichten sie sogar das NFC Championship Game, dass die Lions allerdings gegen die San Francisco 49ers verloren. Nach der Saison 2024 wurde er von der AP zum NFL Assistant Coach of the Year ernannt. Aufgrund dieser starken Leistungen zog Johnson das Interesse für Head Coaching Positionen auf sich.

### Head Coach der Chicago Bears
Nach der Saison 2024 hatten mehrere Teams Interesse an Johnson, mit denen er auch Gespräche führte. Am 21. Januar 2025 wurde er offiziell als neuer Cheftrainer der Chicago Bears vorgestellt.